# Aleksanterinkatu
Aleksanterinkatu es una calle en el centro de Helsinki, Finlandia. En los planes de la ciudad de Carl Ludvig Engel, era la Decumanus Maximus, la principal calle de este a oeste de la ciudad, cruzando el Cardo, Unioninkatu (Calle Unión) en la esquina de la Plaza del Senado.
La calle comienza cerca del Palacio Presidencial y continúa reuniéndose con Mannerheimintie, la calle más larga de Helsinki. En ella se encuentran varios edificios famosos, como Ritarihuone (la sede de la nobleza finlandesa), la Catedral de Helsinki, la oficina principal finlandesa del banco Nordea, el edificio principal de la Universidad de Helsinki, y los grandes almacenes Stockmann. 